# 我們的卡巴尼亞
我們的卡巴尼亞（Our Cabaña）是世界女童軍協會在墨西哥莫雷洛斯州庫埃納瓦卡設立的國際女童軍中心，成立於1957年7月，紀念貝登堡誕辰百周年。該中心共可容納90位訪客。
該中心是世界女童軍協會的4個國際中心之一；其他的包含有瑞士的我們的雪麗、印度的桑岡和英國的和平之屋。每一個中心的職員涵蓋全球各地人民，給予他們有國際般的感受，但是每一個中心都是從當地的中心擴張而來。我們的卡巴尼亞自從成立以來，總共有7萬名世界各地的女童軍拜訪過。